# Zbigniew Bródka
Zbigniew Marcin Bródka (Głowno, 8 de octubre de 1984) es un deportista polaco que compitió en patinaje de velocidad sobre hielo. 
Participó en tres Juegos Olímpicos de Invierno, entre los años 2010 y 2018, obteniendo dos medallas en Sochi 2014, oro en la prueba de 1500 m y bronce en persecución por equipos (junto con Konrad Niedźwiedzki y Jan Szymański).
Ganó una medalla de bronce en el Campeonato Mundial de Patinaje de Velocidad sobre Hielo en Distancia Individual de 2013 y una medalla de bronce en el Campeonato Europeo de Patinaje de Velocidad sobre Hielo en Distancia Individual de 2018.

## Palmarés internacional
| Juegos Olímpicos                           | Juegos Olímpicos | Juegos Olímpicos  | Juegos Olímpicos        |
| Año                                        | Lugar            | Medalla           | Prueba                  |
| ------------------------------------------ | ---------------- | ----------------- | ----------------------- |
| 2014                                       | Sochi (Rusia)    | Medalla de oro    | 1500 m                  |
| 2014                                       | Sochi (Rusia)    | Medalla de bronce | Persecución por equipos |
| Campeonato Mundial en Distancia Individual |                  |                   |                         |
| Año                                        | Lugar            | Medalla           | Prueba                  |
| 2013                                       | Sochi (Rusia)    | Medalla de bronce | Persecución por equipos |
| Campeonato Europeo en Distancia Individual |                  |                   |                         |
| Año                                        | Lugar            | Medalla           | Prueba                  |
| 2018                                       | Kolomna (Rusia)  | Medalla de bronce | Persecución por equipos |